# Lashinda Demus
Lashinda Demus (née le 10 mars 1983 à Inglewood) est une athlète américaine spécialiste du 400 mètres haies, championne olympique en 2012 à Londres et championne du monde en 2011 à Daegu.

## Carrière
Lashinda Demus se révèle durant la saison 2002 en remportant le titre du 400 m haies des Championnats des États-Unis junior. Fin juillet, elle décroche la médaille d'or des Championnats du monde junior de Kingston en devançant notamment la Jamaïcaine Melaine Walker. Qualifiée pour les Jeux olympiques d'été de 2004 à Athènes, l'Américaine ne parvient pas à se qualifier pour la finale (5e de  sa demi-finale).
Elle décroche son premier podium lors d'une compétition internationale majeure en catégorie sénior à l'occasion des Championnats du monde 2005 d'Helsinki, se classant deuxième de la finale du 400 m haies en 53 s 27, derrière la Russe Yuliya Pechonkina. Elle remporte en fin de saison la Finale mondiale de l'athlétisme de Monaco. En 2006, Demus améliore son record personnel en se rapprochant de la barrière des 53 secondes, elle court 53 s 02 lors du meeting d'Athènes, établissant la meilleure performance mondiale de l'année 2006.

### Championne du monde du 4x400 m (2009)
En 2009, Lashinda Demus remporte le 400 m haies des Championnats des États-Unis d'athlétisme à Eugene en 53 s 78 et obtient sa qualification pour les Championnats du monde. À Berlin, elle se classe deuxième de la finale en 52 s 96, s'inclinant face à la Jamaïcaine Melaine Walker. Le dernier jour des compétitions, elle décroche la médaille d'or du relais 4 × 400 m aux côtés de Debbie Dunn, Allyson Felix et Sanya Richards, devançant la Jamaïque et les Bahamas.

### Championne du monde du 400 m haies (2011)
Lashinda Demus entame sa saison 2011 le 15 mai à Shanghai lors de 1re étape de la Ligue de diamant 2011, en terminant 2e en 54 s 58 derrière Kaliese Spencer. Elle prend sa revanche sur la Jamaïcaine le 4 juin lors de la 2e étape qui se dispute à Eugene en gagnant en 53 s 31, tout en s'emparant de la meilleure marque de l'année. Lors des championnats du monde se déroulant cette même année à Daegu, elle prend sa revanche sur Melaine Walker en remportant la médaille d'or en 52 s 47 devant celle qui l'avait battue deux ans plus tôt. Elle établit alors la troisième meilleure performance de tous les temps derrière les 52 s 34 de la Russe Yuliya Pechenkina et les 52 s 42 de Melaine Walker.

### Championne olympique (2012)
Aux Jeux olympiques de Londres en 2012, elle glane initialement la médaille d'argent sur 400 m haies en 52 s 77 derrière la Russe Natalya Antyukh. Cependant, cette dernière est déchue de sa médaille d'or pour dopage en 2022 par l'Unité d'intégrité de l'athlétisme (UIA), ce qui permet à Demus de récupérer le titre olympique.
Aux Mondiaux de Moscou en 2013, l'Américaine obtient une ultime médaille planétaire, sa cinquième au total, en décrochant le bronze sur 400 m haies en 54 s 27. 
Début février 2018, elle annonce mettre un terme à sa carrière.

## Vie privée
Elle est mère de jumeaux, Dohntay et Duaine, nés en 2007.

## Palmarès
| Date | Compétition                   | Lieu             | Résultat | Épreuve     | Temps         |
| ---- | ----------------------------- | ---------------- | -------- | ----------- | ------------- |
| 2002 | Championnats du monde juniors | Kingston         | 1re      | 400 m haies | 54 s 70       |
| 2005 | Championnats du monde         | Helsinki         | 1re      | 400 m haies | 53 s 27       |
| 2005 | Finale mondiale               | Monaco           | 1re      | 400 m haies | 53 s 37       |
| 2006 | Finale mondiale               | Stuttgart        | 1re      | 400 m haies | 53 s 42       |
| 2006 | Coupe du monde des nations    | Athènes          | 2e       | 400 m haies |               |
| 2009 | Championnats du monde         | Berlin           | 2e       | 400 m haies | 52 s 96       |
| 2009 | Championnats du monde         | Berlin           | 1re      | 4 × 400 m   | 3 min 17 s 83 |
| 2011 | Championnats du monde         | Daegu            | 1re      | 400 m haies | 52 s 47       |
| 2011 | Ligue de diamant              | Ligue de diamant | 3e       | 400 m haies | détails       |
| 2012 | Jeux olympiques               | Londres          | 1re      | 400 m haies | 52 s 77       |
| 2013 | Championnats du monde         | Moscou           | 3e       | 400 m haies | 54 s 27       |

## Records
| Épreuve          | Temps   | Lieu   | Date               |
| ---------------- | ------- | ------ | ------------------ |
| 100 mètres haies | 12 s 96 | Walnut | 16 avril 2011      |
| 400 mètres       | 51 s 09 | Oslo   | 4 juin 2010        |
| 400 mètres haies | 52 s 47 | Daegu  | 1er septembre 2011 |